# Žabokreky
Žabokreky (allemand : Schabokrek, hongrois : Zsámbokrét) est un village de Slovaquie situé dans la région de Žilina.

## Histoire
La première mention écrite du village date de 1282.

## Démographie

### Évolution de la population
| Année:               | 1994. | 2004.   | 2014.   | 2024. |
| -------------------- | ----- | ------- | ------- | ----- |
| Nombre de personnes: | 1084  | 1111    | 1208    | 1208  |
| Différence:          |       | +2,49 % | +8,73 % | +0 %  |

| Année:               | 2023. | 2024.   |
| -------------------- | ----- | ------- |
| Nombre de personnes: | 1194  | 1208    |
| Différence:          |       | +1,17 % |